# Готик
Готик е термин, който описва няколко музикални жанра, общото между които е мрачната атмосфера. Готик рокът, възникнал от пост-пънк сцената в началото на 80-те години с групи като Siouxsie and the Banshees, Joy Division, The Cure, Bauhaus. Постепенно от готик рока, или под негово влияние, се развиват различни други подстилове, които разширяват готик сцената.
Част от групите в нея интерпретират елементи от класическа и църковна музика и средновековния фолклор. Други наблягат на елементи от съвременното електронно звучене – индъстриъл, EBM, фючър поп, а трети остават верни на корените си, свирейки класически готик рок.

## Стилове готик

### Детрок
Стил, произлизащ от пънк музиката, свързан с началото на готик вълната в Америка.
Представители:
Christian Death
All Gone Dead

### Готик рок
Готик рокът (също наричан гот рок или просто гот) е музикален поджанр на постпънка и алтернативния рок, който се формира в края на 70-те години. Готик рок бандите са израснали със силни връзки с английската пънк рок и появяващата се тогава постпънк сцени. Според Pitchfork и NME, протоготик бандите включват Joy Division, Siouxsie and the Banshees, Bauhaus и The Cure.
Самият жанр се дефинира като отделно движение от постпънка, заради своята своята по-мрачна музика, придружена с интроспективни и романтични текстове. Готик рокът дава начало на по-широка субкултура, която включва в себе си клубове, мода и литература през 80-те. В Европа води началото си от пост-пънк сцената, а в Америка тръгва от детрок.
Представители на стила:
- Siouxsie and the Banshees
- The Cure
- Joy Division
- Bauhaus
- The Sisters Of Mercy
- Fields Of The Nephilim
- Sex Gang Children
- Bella Morte

### Даркуейв
Започнал като термин, описващ групи от ню уейв сцената с по-мрачно звучене (включително и готик рок), постепенно даркуейв изменя своето значение. В съвременния си смисъл описва групи, правещи мрачна, готик електронна музика или смесващи готик рок с електронни елементи.
Представители:
- Clan Of Xymox
- Cruxshadows
- Diary of Dreams
- Black Tape for a Blue Girl
- Collide

### Готик фолк
Готик фолк представлява интерпретации на средновековна фолклорна музика. Групите от този стил често изпълняват в чист вид традиционна музика от този период.
Представители на стила:
- Ataraxia
- Lupercalia
- Ordo Equitum Solis

### Неокласика
Съвременна класическа музика.
Представители на стила:
- Ophelia's Dream
- Elend
- Dargaard
- Nox Arcana

### Готик (дарк) ембиънт
Подстил на ембиънт музиката, обвързан с мрачната готическа атмосфера.
Този стил се характеризира с бавни електронни и в повечето случаи композиции без ритъм.
Представители на стила:
- Dark Sanctuary
- Arcana

### Готик метъл
Сравнително отделен от другите стилове, свързани с готик атмосферата,
готик метъл води началото си от комбинацията на дет метъл и дуум метъл под влияние на готик рок и с преплитане на готически мрачни теми и романтика.
Представители на стила:
- Paradise Lost
- Theatre Of Tragedy
- Tristania
- Moonspell
- Darkseed
- Lacuna Coil
- To/die/for
- Penumbra
- Trail of Tears
- Type O Negative
- My Dying Bride
- Nightwish
- The 69 eyes (които също така измислят нов стил в готиката определящ точно музиката, която правят – Goth'n'roll)